# Radical 173
Le radical 173, qui signifie la pluie, est un des 9 des 214 radicaux chinois répertoriés dans le dictionnaire de Kangxi composés de huit traits.
Le caractère Unicode de 雨 est 96E8.

## Caractères avec le radical 173
| nombre de traits          | caractères                                |
| ------------------------- | ----------------------------------------- |
| Sans trait supplémentaire | 雨                                        |
| 3 traits supplémentaires  | 雩 雪 雫                                  |
| 4 traits supplémentaires  | 雬 雭 雮 雰 雱 雲 雯 靊                   |
| 5 traits supplémentaires  | 雳 雴 零 雷 雸 雹 雺 電 雵 雼 雽          |
| 6 traits supplémentaires  | 雾 需 雿                                  |
| 7 traits supplémentaires  | 霁 霂 霄 霅 霆 震 霈 霉 霊                |
| 8 traits supplémentaires  | 霃 霋 霍 霎 霏 霐 霑 霒 霓 霔 霕 霖 霗 霘 |
| 9 traits supplémentaires  | 霙 霌 霚 霜 霝 霞 霟 霠 霡 霢 霣          |
| 10 traits supplémentaires | 霤 霛                                     |
| 11 traits supplémentaires | 霥 霧 霦 霨 霪 霩 霫 霬                   |
| 12 traits supplémentaires | 霭 霮 霰 霯 霳 霱                         |
| 13 traits supplémentaires | 露 霴 霵 霶 霸 霹 霷                      |
| 14 traits supplémentaires | 霻 霺 霽 霾 霼 霿                         |
| 15 traits supplémentaires | 靀                                        |
| 16 traits supplémentaires | 靂 靃 靄 靅 靆 靇 靈                      |
| 17 traits supplémentaires | 靉                                        |
| 18 traits supplémentaires | 靁                                        |
| 19 traits supplémentaires | 靋 靌                                     |
| 31 traits supplémentaires | 靐                                        |